# Campaña de liberación de Kuwait
La Campaña de liberación de Kuwait fue la campaña para retomar Kuwait ocupado por Irak después de la masiva campaña de aire, entre el 24 y el 28 de febrero de 1991. Las tropas estadounidenses y de la Coalición se encontraron con la rendición iraquí en masa; sin embargo, existían focos de resistencia, especialmente en el aeropuerto Internacional de Kuwait, donde las tropas iraquíes, aparentemente inconsciente de la orden de retiro, continuaron luchando, resultando en una feroz batalla en el mismo aeropuerto. La mayoría de los enfrentamientos tuvieron lugar en Irak, en vez de Kuwait.

## Campaña
A las 4 de la madrugada del 24 de febrero, después de haber sido bombardeados durante meses y bajo la constante amenaza de un ataque con gases, las 1.ª y 2.ª Division Marina de EE. UU. cruzaron la frontera hacia Kuwait. Maniobraron alrededor de vastos sistemas de alambradas, campos minados y trincheras. Una vez en Kuwait, se dirigieron hacia la ciudad de Kuwait. Las propias tropas encontraron poca resistencia, a pesar de lidiar con algunos enfrentamientos menores con tanques, liderados por iraquíes, que poco después se rendirian

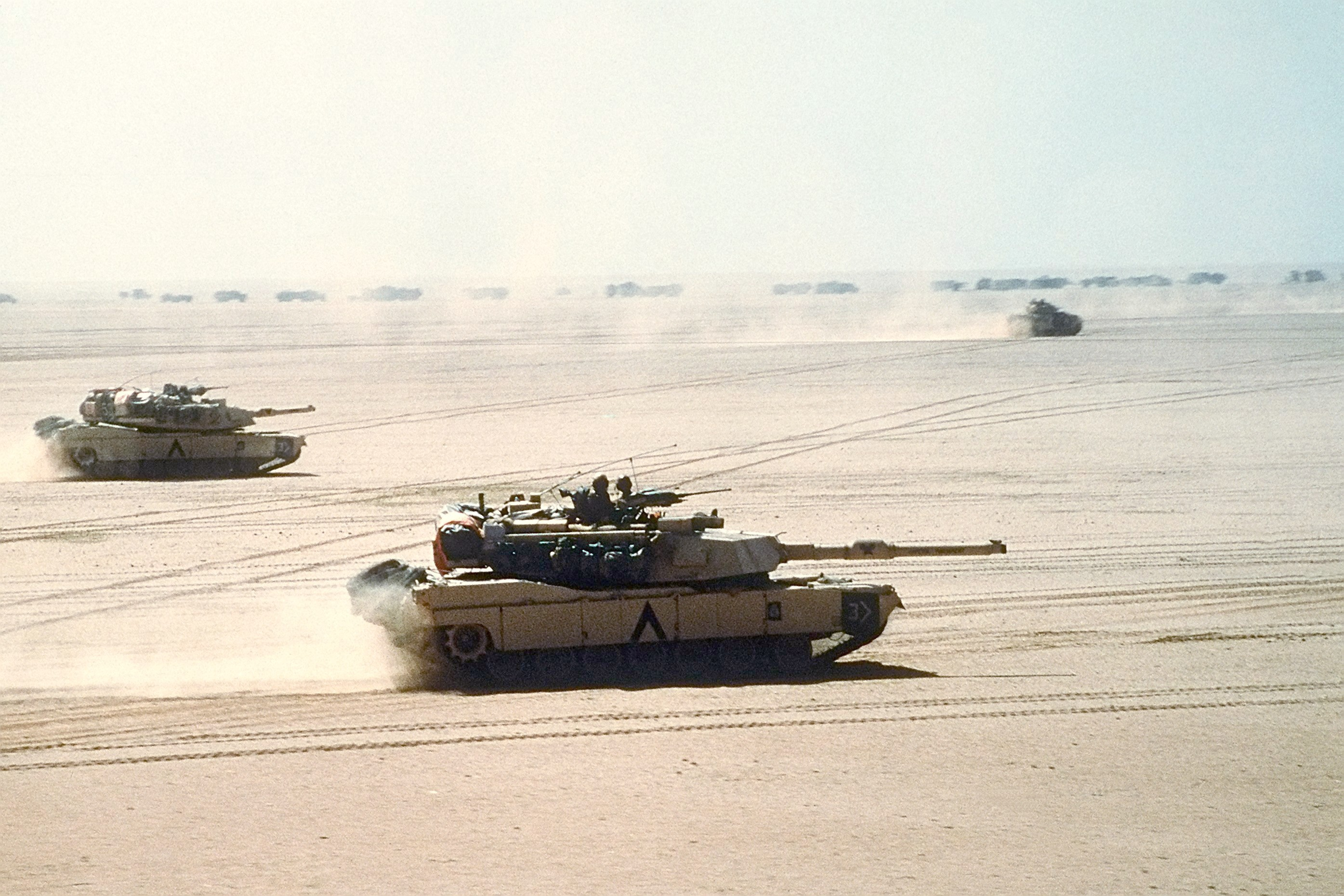
M1 Abrams en movimiento durante la Guerra de Golfo

El 27 de febrero, Saddam Hussein emitió una orden de retiro de sus tropas de Kuwait; sin embargo, una unidad de tropas iraquíes parecían no he conseguido el orden de retiro. Cuando los Marines estadounidenses llegaron al Aeropuerto Internacional de Kuwait, se toparon con una resistencia feroz, y les tomó varias horas garantizar la seguridad del aeropuerto. Como parte de la orden de retiro, los iraquíes llevaron a cabo una política de "tierra quemada" que incluían la fijación de cientos de pozos de petróleo en llamas en un esfuerzo para destruir la economía kuwaití. Después de la batalla en el aeropuerto internacional de Kuwait, los Marines se detuvo en las afueras de la ciudad de Kuwait, lo que permitió a sus aliados de la Coalición ocupar la ciudad de Kuwait, poniendo fin a las operaciones de combate en el teatro kuwaití de la guerra.

## Resultado
Las estimaciones de bajas iraquíes van desde 30.000 a 150.000. Irak perdió miles de vehículos, mientras que el avance de la Coalición sufrió pocas perdidas; los tanques T-72 soviéticos demostraron no ser rival para el M1 Abrams estadounidense